# ...e allora senti cosa fò
(da ...e allora senti cosa fò)
...e allora senti cosa fò è il secondo album di Stefano Rosso.

## Descrizione
Dopo il successo ottenuto con il primo album, il nuovo disco viene registrato con gli stessi musicisti del precedente: cambia solo l'arrangiatore, che è Ruggero Cini, notissimo musicista collaboratore per molti anni di Lucio Dalla e Renato Zero (tranne che per la canzone Letto 26, che viene inserita in questo disco con lo stesso arrangiamento di Piero Pintucci ma un nuovo testo).
Registrato negli Studi RCA di Roma, tutte le canzoni sono scritte dallo stesso Rosso, che si firma con il suo vero nome, Stefano Rossi, e sono edite dalla Edizioni Musicali RCA Musica; il tecnico del suono è Antonio Rampotti, e la copertina, che raffigura il cantautore mentre dietro l'angolo di un incrocio aspetta una ragazza per darle un mazzo di fiori, è curata da Cesare Monti (pseudonimo di Cesare Montalbetti, fotografo di molte copertine di dischi per Lucio Battisti e altri artisti, nonché fratello di Pietro Montalbetti dei Dik Dik), e la camicia interna riporta i testi di tutte le canzoni.
Dall'album viene tratto il 45 giri ...e allora senti cosa fò/Odio chi, e la title track viene presentata nella trasmissione televisiva Discoring, curata da Gianni Boncompagni.
Il disco si apre con Colpo di stato, brano ritmato, con un testo ironico (« ...colpo di stato, ma che colpo se lo stato qui non c'è.... »), a cui segue Libertà...e scusate se è poco, riflessione amara sul tempo che passa e porta via i sogni e le illusioni giovanili.
La title track ha una melodia che richiama la tradizione romanesca, con il violino suonato da Tino Fornai in evidenza: il testo usa una storia di un amore finito male per ironizzare sul femminismo e la liberazione sessuale, mentre la canzone successiva, Reichiana, è una riflessione semiautobiografica sull'educazione  (« ...ma lascerei ai bambini tutto il mondo, / non quella che chiamiamo libertà: / l'educazione è un sintomo fascista, / è un grosso cancro per l'umanità, / e lascerei ai bambini il loro tempo, / e non mille inventate verità: / la sicurezza, il posto e la conquista, / son queste il cancro dell'umanità... »).
E intanto il sole si nasconde è una canzone triste che chiude il lato A, mentre il retro si apre in maniera allegra e ritmata con Odio chi, divertente elenco dei personaggi odiati dal cantautore.

Giorgiana Masi, fotografia dal documento d'identità

L'osteria del tempo perso ritorna alle atmosfere popolari romanesche, descrivendo nel testo un tipico locale trasteverino, mentre la canzone successiva, C'era una volta (e ancora c'è), con un arrangiamento in stile anni '30, descrive il periodo del ventennio fascista affermando alla fine che i manganelli sono però presenti tuttora (nel coro della canzone è presente Ivano Fossati, all'epoca anch'egli prodotto da Antonio Coggio).
Bologna '77 è uno dei brani più belli di Stefano Rosso: traendo spunto dai fatti di Bologna dell'11 marzo 1977 e dall'assassinio di Francesco Lorusso, passando per la morte di Giorgiana Masi, assassinata a Roma presso il ponte Garibaldi a maggio dello stesso anno e ricordata nella seconda strofa (« e poi primavera / e qualcosa cambiò, / qualcuno moriva / e su un ponte lasciò / lasciò i suoi vent'anni / e qualcosa di più... »), citando le musiche di quegli anni (come Lilly di Antonello Venditti), conclude che i giovani del Movimento, sono come «il sole che splende per te, / e il grano che nasce, / e l'acqua che va: / è un dono di tutti, padroni non ha».
Dopo Domani è un altro giorno, brano minore, il disco si chiude con Letto 26 (seconda parte), in cui il cantautore cambia il testo originale della canzone: i nuovi versi, però, sono meno efficaci, e durante le esibizioni dal vivo degli anni successivi Stefano Rosso presenterà sempre questo brano nella prima versione. Anche 'Odio chi' conosce una versione rielaborata nel testo e con il titolo trasformato in 'Odeon chi'. Il brano (mai pubblicato su disco) viene adottato come sigla finale del programma televisivo Odeon, trasmesso su Rai Due nel 1978.
Il disco non è mai stato ristampato interamente in cd ma curiosamente tutte le tracce sono presenti nella raccolta "I grandi successi originali" edita dalla BMG nel 2000 per la collana "Flashback", meno che Letto 26 (seconda parte) presente invece nella raccolta "Miracolo italiano" stampata sempre dalla BMG nel 1997.

## Tracce
Lato A
1. Colpo di stato – 3:32
2. Libertà...e scusate se è poco – 3:48
3. ...e allora senti cosa fò – 3:58
4. Reichiana – 3:45
5. E intanto il Sole si nasconde – 2:44

Durata totale: 17:47
Lato B
1. Odio chi – 2:47
2. L'osteria del tempo perso – 1:41
3. C'era una volta (e ancora c'è) – 2:49
4. Bologna '77 – 4:00
5. Domani è un altro giorno – 2:01
6. Letto 26 (seconda parte) – 3:45

Durata totale: 17:03

## Formazione
- Stefano Rosso – voce, chitarra
- Massimo Buzzi – batteria
- Piero Ricci – basso
- Ruggero Cini – tastiera, sintetizzatore
- Antonio Coggio – fisarmonica
- Luciano Ciccaglioni – chitarra
- Tino Fornai – violino
- Pandemonium – cori
- Ivano Fossati – cori (in C'era una volta (e ancora c'è))

Orchestra d'archi (non sono riportati i nomi dei musicisti)